# Qualifications des épreuves de lutte aux Jeux olympiques d'été de 2024
Pour un article plus général, voir Lutte aux Jeux olympiques d'été de 2024.
Cet article détaille la phase de qualification aux épreuves de lutte des Jeux olympiques d'été de 2024 qui se tiennent en France du 5 au 10 août 2024.

## Critères de qualification
Dans la lignée des Jeux précédents, l'édition de Paris 2024 propose 288 places de quota pour la lutte, réparties sur trois phases de compétition. Chaque comité national olympique peut uniquement envoyer un lutteur par catégorie de poids. Aucune place n'est réservée au pays hôte dans ce sport.
La période de qualification débute lors des Championnats du monde 2023 organisés du  16 au 24 septembre 2023 à Belgrade, en Serbie. À cette occasion, cinq places de quota pour chacune des dix-huit catégories de poids seront attribuées aux quatre médaillés (or, argent et deux bronze) ainsi qu'au champion issu d'un match entre deux perdants des matchs pour la médaille de bronze. Pour amorcer la saison 2024, quatre tournois de qualification continentaux (Asie, Europe, Amériques et Afrique & Océanie conjointement) distribueront un total de 144 places aux deux finalistes de chaque continent dans dix-huit catégories de poids. Enfin, le reste du quota total sera déterminé lors du tournoi de qualification mondial, offrant trois places de quota par catégorie de poids aux deux lutteurs les mieux classés ainsi qu'au champion issu d'un match entre deux médaillés de bronze.

### Épreuves qualificatives
| Compétition                                             | Date                     | Lieu                  |
| ------------------------------------------------------- | ------------------------ | --------------------- |
| Championnats du monde 2023                              | 16-24 septembre 2023     | Belgrade, Serbie      |
| Tournoi de qualification olympique panaméricain         | 28 février-1er mars 2024 | Acapulco, Mexique     |
| Tournoi de qualification olympique africain et océanien | 22-24 mars 2024          | Alexandrie, Égypte    |
| Tournoi de qualification olympique européen             | 5-7 avril 2024           | Bakou, Azerbaïdjan    |
| Tournoi de qualification olympique asiatique            | 19-21 avril 2024         | Bichkek, Kirghizistan |
| Tournoi de qualification olympique mondial              | 9-12 mai 2024            | Istanbul, Turquie     |

## Lutte libre

### Épreuves masculines

#### Moins de57kg
| Épreuve qualificative                                   | Nombre d'athlètes | Nations                                                   | Lutteurs qualifiés                                                        |
| ------------------------------------------------------- | ----------------- | --------------------------------------------------------- | ------------------------------------------------------------------------- |
| Championnats du monde 2023                              | 5                 | Serbie Japon Arménie Albanie Athlètes individuels neutres | Stevan Mićić Rei Higuchi Arsen Harutyunyan Zelimkhan Abakarov Zaur Uguyev |
| Tournoi de qualification olympique panaméricain         | 2                 | Mexique Porto Rico                                        | Roman Bravo-Young Darian Cruz                                             |
| Tournoi de qualification olympique africain et océanien | 2                 | Égypte Guinée-Bissau                                      | Gamal Mohamed Diamantino Iuna Fafé                                        |
| Tournoi de qualification olympique européen             | 2                 | Azerbaïdjan Athlètes individuels neutres                  | Aliabbas Rzazade Aryan Tsiutryn                                           |
| Tournoi de qualification olympique asiatique            | 2                 | Kirghizistan Ouzbékistan                                  | Bekzat Almaz Uulu Gulomjon Abdullaev                                      |
| Tournoi de qualification olympique mondial              | 3                 | États-Unis Inde Chine                                     | Spencer Lee Aman Sehrawat Zou Wanhao                                      |
| Total                                                   | 16                |                                                           |                                                                           |

#### Moins de65kg
| Épreuve qualificative                                   | Nombre d'athlètes | Nations                                                      | Lutteurs qualifiés                                                                |
| ------------------------------------------------------- | ----------------- | ------------------------------------------------------------ | --------------------------------------------------------------------------------- |
| Championnats du monde 2023                              | 5                 | Hongrie Porto Rico Athlètes individuels neutres Arménie Iran | Iszmail Muszukajev Sebastian Rivera Shamil Mamedov Vazgen Tevanyan Rahman Amouzad |
| Tournoi de qualification olympique panaméricain         | 2                 | Mexique Cuba                                                 | Austin Gómez Alejandro Valdés                                                     |
| Tournoi de qualification olympique africain et océanien | 2                 | Samoa Australie                                              | Gaku Akazawa Georgii Okorokov                                                     |
| Tournoi de qualification olympique européen             | 2                 | Géorgie Azerbaïdjan                                          | Goderdzi Dzebisashvili Haji Aliyev                                                |
| Tournoi de qualification olympique asiatique            | 2                 | Ouzbékistan Kirghizistan                                     | Kotaro Kiyooka Ernazar Akmataliev                                                 |
| Tournoi de qualification olympique mondial              | 3                 | Albanie Mongolie États-Unis                                  | Islam Dudaev Tömör-Ochiryn Tulga Zain Retherford                                  |
| Total                                                   | 16                |                                                              |                                                                                   |

#### Moins de74kg
| Épreuve qualificative                                   | Nombre d'athlètes | Nations                                                    | Lutteurs qualifiés                                                                |
| ------------------------------------------------------- | ----------------- | ---------------------------------------------------------- | --------------------------------------------------------------------------------- |
| Championnats du monde 2023                              | 5                 | Athlètes individuels neutres États-Unis Serbie Japon Grèce | Zaurbek Sidakov Kyle Dake Khetag Tsabolov Daichi Takatani Georgios Kougioumtsidis |
| Tournoi de qualification olympique panaméricain         | 2                 | Cuba Venezuela                                             | Geandry Garzón Anthony Montero                                                    |
| Tournoi de qualification olympique africain et océanien | 2                 | Guinée-Bissau Égypte                                       | Bacar Ndum Amr Reda Hussen                                                        |
| Tournoi de qualification olympique européen             | 2                 | Azerbaïdjan Athlètes individuels neutres                   | Turan Bayramov Mahamedkhabib Kadzimahamedau                                       |
| Tournoi de qualification olympique asiatique            | 2                 | Ouzbékistan Iran                                           | Bekzod Abdurakhmonov Younes Emami                                                 |
| Tournoi de qualification olympique mondial              | 3                 | Tadjikistan Slovaquie Albanie                              | Viktor Rassadin Tajmuraz Salkazanov Chermen Valiev                                |
| Invitation                                              | 1                 | Équipe olympique des réfugiés                              | Iman Mahdavi                                                                      |
| Total                                                   | 17                |                                                            |                                                                                   |

#### Moins de86kg
| Épreuve qualificative                                   | Nombre d'athlètes | Nations                                            | Lutteurs qualifiés                                                         |
| ------------------------------------------------------- | ----------------- | -------------------------------------------------- | -------------------------------------------------------------------------- |
| Championnats du monde 2023                              | 5                 | États-Unis Iran Saint-Marin Kazakhstan Ouzbékistan | David Taylor Hassan Yazdani Myles Amine Azamat Dauletbekov Javrail Shapiev |
| Tournoi de qualification olympique panaméricain         | 2                 | Porto Rico Canada                                  | Ethan Ramos Alex Moore                                                     |
| Tournoi de qualification olympique africain et océanien | 2                 | Australie Algérie                                  | Jayden Lawrence Fateh Benferdjallah                                        |
| Tournoi de qualification olympique européen             | 2                 | Athlètes individuels neutres Azerbaïdjan           | Artur Nayfonov Usman Nurmagomedov                                          |
| Tournoi de qualification olympique asiatique            | 2                 | Japon Mongolie                                     | Hayato Ishiguro Byambasürengiin Bat-Erdene                                 |
| Tournoi de qualification olympique mondial              | 3                 | Grèce Bulgarie Géorgie                             | Dauren Kurugliev Magomed Ramazanov Vladimeri Gamkrelidze                   |
| Total                                                   | 16                |                                                    |                                                                            |

#### Moins de97kg
| Épreuve qualificative                                   | Nombre d'athlètes | Nations                                        | Lutteurs qualifiés                                                                     |
| ------------------------------------------------------- | ----------------- | ---------------------------------------------- | -------------------------------------------------------------------------------------- |
| Championnats du monde 2023                              | 5                 | Bahreïn Azerbaïdjan États-Unis Géorgie Turquie | Akhmed Tazhudinov Magomedkhan Magomedov Kyle Snyder Givi Matcharashvili İbrahim Çiftçi |
| Tournoi de qualification olympique panaméricain         | 2                 | République dominicaine Cuba                    | Luis Miguel Pérez Arturo Silot                                                         |
| Tournoi de qualification olympique africain et océanien | 2                 | Égypte Afrique du Sud                          | Mostafa El-Ders Nicolaas de Lange                                                      |
| Tournoi de qualification olympique européen             | 2                 | Athlètes individuels neutres                   | Alikhan Zhabrailov Aliaksandr Hushtyn                                                  |
| Tournoi de qualification olympique asiatique            | 2                 | Kazakhstan Iran                                | Alisher Yergali Amir Ali Azarpira                                                      |
| Tournoi de qualification olympique mondial              | 3                 | Allemagne Pologne Chine                        | Erik Thiele Zbigniew Baranowski Habila Awusayiman                                      |
| Total                                                   | 16                |                                                |                                                                                        |

#### Moins de125kg
| Épreuve qualificative                                   | Nombre d'athlètes | Nations                                                      | Lutteurs qualifiés                                                           |
| ------------------------------------------------------- | ----------------- | ------------------------------------------------------------ | ---------------------------------------------------------------------------- |
| Championnats du monde 2023                              | 5                 | Iran Géorgie Turquie États-Unis Athlètes individuels neutres | Amir Hossein Zare Geno Petriashvili Taha Akgül Mason Parris Abdulla Kurbanov |
| Tournoi de qualification olympique panaméricain         | 2                 | Porto Rico Canada                                            | Jonovan Smith Amar Dhesi                                                     |
| Tournoi de qualification olympique africain et océanien | 2                 | Nigeria Égypte                                               | Ashton Mutuwa Diaaeldin Kamal                                                |
| Tournoi de qualification olympique européen             | 2                 | Athlètes individuels neutres Azerbaïdjan                     | Dzianis Khramiankou Giorgi Meshvildishvili                                   |
| Tournoi de qualification olympique asiatique            | 2                 | Mongolie Kazakhstan                                          | Mönkhtöriin Lkhagvagerel Yusup Batirmurzaev                                  |
| Tournoi de qualification olympique mondial              | 3                 | Kirghizistan Chine Hongrie                                   | Aiaal Lazarev Deng Zhiwei Dániel Ligeti                                      |
| Total                                                   | 16                |                                                              |                                                                              |

### Épreuves féminines

#### Moins de50kg
| Épreuve qualificative                                   | Nombre d'athlètes | Nations                                 | Lutteurs qualifiés                                                                 |
| ------------------------------------------------------- | ----------------- | --------------------------------------- | ---------------------------------------------------------------------------------- |
| Championnats du monde 2023                              | 5                 | Japon Mongolie Chine États-Unis Turquie | Yui Susaki Dolgorjavyn Otgonjargal Feng Ziqi Sarah Hildebrandt Evin Demirhan Yavuz |
| Tournoi de qualification olympique panaméricain         | 2                 | Colombie Cuba                           | Alisson Cardozo Yusneylys Guzmán                                                   |
| Tournoi de qualification olympique africain et océanien | 2                 | Égypte Algérie                          | Nada Medani Ibtissem Doudou                                                        |
| Tournoi de qualification olympique européen             | 2                 | Ukraine Athlètes individuels neutres    | Oksana Livach Nadezhda Sokolova                                                    |
| Tournoi de qualification olympique asiatique            | 2                 | Ouzbékistan Inde                        | Aktenge Keunimjaeva Vinesh Phogat                                                  |
| Tournoi de qualification olympique mondial              | 3                 | Corée du Nord Allemagne Azerbaïdjan     | Kim Son-hyang Anastasia Blayvas Mariya Stadnik                                     |
| Total                                                   | 16                |                                         |                                                                                    |

#### Moins de53kg
| Épreuve qualificative                                   | Nombre d'athlètes | Nations                                                | Lutteurs qualifiés                                                           |
| ------------------------------------------------------- | ----------------- | ------------------------------------------------------ | ---------------------------------------------------------------------------- |
| Championnats du monde 2023                              | 5                 | Japon Athlètes individuels neutres Équateur Inde Suède | Akari Fujinami Vanesa Kaladzinskaya Lucía Yépez Antim Panghal Jonna Malmgren |
| Tournoi de qualification olympique panaméricain         | 2                 | États-Unis Venezuela                                   | Dominique Parrish Betzabeth Argüello                                         |
| Tournoi de qualification olympique africain et océanien | 2                 | Nigeria Guam                                           | Christianah Ogunsanya Mia-Lahnee Aquino                                      |
| Tournoi de qualification olympique européen             | 2                 | Roumanie Athlètes individuels neutres                  | Andreea Ana Natalia Malysheva                                                |
| Tournoi de qualification olympique asiatique            | 2                 | Chine Corée du Nord                                    | Pang Qianyu Choe Hyo-gyong                                                   |
| Tournoi de qualification olympique mondial              | 3                 | Moldavie Mongolie Turquie                              | Mariana Drăguțan Batkhuyagiin Khulan Zeynep Yetgil                           |
| Total                                                   | 16                |                                                        |                                                                              |

#### Moins de57kg
| Épreuve qualificative                                   | Nombre d'athlètes | Nations                                    | Lutteurs qualifiés                                                                 |
| ------------------------------------------------------- | ----------------- | ------------------------------------------ | ---------------------------------------------------------------------------------- |
| Championnats du monde 2023                              | 5                 | Moldavie Japon Nigeria États-Unis Pologne  | Anastasia Nichita Tsugumi Sakurai Odunayo Adekuoroye Helen Maroulis Anhelina Lysak |
| Tournoi de qualification olympique panaméricain         | 2                 | Équateur Canada                            | Luisa Valverde Hannah Taylor                                                       |
| Tournoi de qualification olympique africain et océanien | 2                 | Guam Algérie                               | Rckaela Aquino Chaimaa Aouissi                                                     |
| Tournoi de qualification olympique européen             | 2                 | Allemagne Athlètes individuels neutres     | Sandra Paruszewski Iryna Kurachkina                                                |
| Tournoi de qualification olympique asiatique            | 2                 | Chine Inde                                 | Hong Kexin Anshu Malik                                                             |
| Tournoi de qualification olympique mondial              | 3                 | Athlètes individuels neutres Brésil Italie | Olga Khoroshavtseva Giullia Penalber Aurora Russo                                  |
| Total                                                   | 16                |                                            |                                                                                    |

#### Moins de62kg
| Épreuve qualificative                                   | Nombre d'athlètes | Nations                                       | Lutteurs qualifiés                                                            |
| ------------------------------------------------------- | ----------------- | --------------------------------------------- | ----------------------------------------------------------------------------- |
| Championnats du monde 2023                              | 5                 | Kirghizistan Japon Norvège Ukraine Allemagne  | Aisuluu Tynybekova Sakura Motoki Grace Bullen Iryna Koliadenko Luisa Niemesch |
| Tournoi de qualification olympique panaméricain         | 2                 | Canada États-Unis                             | Ana Godinez Kayla Miracle                                                     |
| Tournoi de qualification olympique africain et océanien | 2                 | Nigeria Tunisie                               | Esther Kolawole Siwar Bousetta                                                |
| Tournoi de qualification olympique européen             | 2                 | Bulgarie Athlètes individuels neutres         | Bilyana Zhivkova Dudova Alina Kasabieva                                       |
| Tournoi de qualification olympique asiatique            | 2                 | Mongolie Corée du Nord                        | Pürevdorjiin Orkhon Mun Hyon-gyong                                            |
| Tournoi de qualification olympique mondial              | 3                 | Roumanie Turquie Athlètes individuels neutres | Kriszta Incze Nesrin Baş Veranika Ivanova                                     |
| Total                                                   | 16                |                                               |                                                                               |

#### Moins de68kg
| Épreuve qualificative                                   | Nombre d'athlètes | Nations                                | Lutteurs qualifiés                                                                  |
| ------------------------------------------------------- | ----------------- | -------------------------------------- | ----------------------------------------------------------------------------------- |
| Championnats du monde 2023                              | 5                 | Turquie Mongolie France Moldavie Japon | Buse Tosun Çavuşoğlu Enkhsaikhany Delgermaa Koumba Larroque Irina Rîngaci Ami Ishii |
| Tournoi de qualification olympique panaméricain         | 2                 | États-Unis Venezuela                   | Amit Elor Soleymi Caraballo                                                         |
| Tournoi de qualification olympique africain et océanien | 2                 | Nigeria Nouvelle-Zélande               | Blessing Oborududu Tayla Ford                                                       |
| Tournoi de qualification olympique européen             | 2                 | Pologne Athlètes individuels neutres   | Wiktoria Chołuj Khanum Velieva                                                      |
| Tournoi de qualification olympique asiatique            | 2                 | Corée du Nord Kirghizistan             | Pak Sol-gum Meerim Zhumanazarova                                                    |
| Tournoi de qualification olympique mondial              | 3                 | Inde Chine Canada                      | Nisha Dahiya Zhou Feng Linda Morais                                                 |
| Total                                                   | 16                |                                        |                                                                                     |

#### Moins de76kg
| Épreuve qualificative                                   | Nombre d'athlètes | Nations                                     | Lutteurs qualifiés                                                         |
| ------------------------------------------------------- | ----------------- | ------------------------------------------- | -------------------------------------------------------------------------- |
| Championnats du monde 2023                              | 5                 | Kirghizistan Japon Colombie États-Unis Cuba | Aiperi Medet Kyzy Yuka Kagami Tatiana Rentería Adeline Gray Milaimys Marín |
| Tournoi de qualification olympique panaméricain         | 2                 | Canada Équateur                             | Justina Di Stasio Génesis Reasco                                           |
| Tournoi de qualification olympique africain et océanien | 2                 | Nigeria Tunisie                             | Hannah Rueben Zaineb Sghaier                                               |
| Tournoi de qualification olympique européen             | 2                 | Hongrie Turquie                             | Bernadett Nagy Yasemin Adar Yiğit                                          |
| Tournoi de qualification olympique asiatique            | 2                 | Inde Chine                                  | Reetika Hooda Wang Juan                                                    |
| Tournoi de qualification olympique mondial              | 3                 | Roumanie Bulgarie Mongolie                  | Cătălina Axente Yuliana Yaneva Enkh-Amaryn Davaanasan                      |
| Total                                                   | 16                |                                             |                                                                            |

## Lutte gréco-romaine

### Moins de60kg
| Épreuve qualificative                                   | Nombre d'athlètes | Nations                                         | Lutteurs qualifiés                                                                      |
| ------------------------------------------------------- | ----------------- | ----------------------------------------------- | --------------------------------------------------------------------------------------- |
| Championnats du monde 2023                              | 5                 | Kirghizistan Japon Chine Ouzbékistan Iran       | Zholaman Sharshenbekov Ken'ichirō Fumita Cao Liguo Islomjon Bakhromov Mehdi Mohsennejad |
| Tournoi de qualification olympique panaméricain         | 2                 | Venezuela Cuba                                  | Raiber Rodríguez Kevin de Armas                                                         |
| Tournoi de qualification olympique africain et océanien | 2                 | Algérie Égypte                                  | Abdelkarim Fergat Moamen Ahmed Mohamed                                                  |
| Tournoi de qualification olympique européen             | 2                 | Moldavie Turquie                                | Victor Ciobanu Enes Başar                                                               |
| Tournoi de qualification olympique asiatique            | 2                 | Kazakhstan Corée du Nord                        | Aidos Sultangali Ri Se-ung                                                              |
| Tournoi de qualification olympique mondial              | 3                 | Athlètes individuels neutres Azerbaïdjan Serbie | Sadyk Lalaev Murad Mammadov Georgii Tibilov                                             |
| Invitation                                              | 1                 | Équipe olympique des réfugiés                   | Jamal Valizadeh                                                                         |
| Total                                                   | 17                |                                                 |                                                                                         |

### Moins de67kg
| Épreuve qualificative                                   | Nombre d'athlètes | Nations                              | Lutteurs qualifiés                                                        |
| ------------------------------------------------------- | ----------------- | ------------------------------------ | ------------------------------------------------------------------------- |
| Championnats du monde 2023                              | 5                 | Cuba Azerbaïdjan Serbie Iran Arménie | Luis Orta Hasrat Djafarov Mate Nemeš Mohammad Reza Geraei Slavik Galstyan |
| Tournoi de qualification olympique panaméricain         | 2                 | Chili Équateur                       | Néstor Almanza Andrés Montaño                                             |
| Tournoi de qualification olympique africain et océanien | 2                 | Tuinise Algérie                      | Souleymen Nasr Ishak Ghaiou                                               |
| Tournoi de qualification olympique européen             | 2                 | Ukraine France                       | Parviz Nasibov Mamadassa Sylla                                            |
| Tournoi de qualification olympique asiatique            | 2                 | Kirghizistan Japon                   | Amantur Ismailov Kyotaro Sogabe                                           |
| Tournoi de qualification olympique mondial              | 3                 | Moldavie Géorgie Égypte              | Valentin Petic Ramaz Zoidze Mohamed Ibrahim El-Sayed                      |
| Total                                                   | 16                |                                      |                                                                           |

### Moins de77kg
| Épreuve qualificative                                   | Nombre d'athlètes | Nations                                            | Lutteurs qualifiés                                                         |
| ------------------------------------------------------- | ----------------- | -------------------------------------------------- | -------------------------------------------------------------------------- |
| Championnats du monde 2023                              | 5                 | Kirghizistan Azerbaïdjan Arménie Japon Ouzbékistan | Akzhol Makhmudov Sanan Suleymanov Malkhas Amoyan Nao Kusaka Aram Vardanyan |
| Tournoi de qualification olympique panaméricain         | 2                 | Cuba Colombie                                      | Yosvanys Peña Jair Cuero                                                   |
| Tournoi de qualification olympique africain et océanien | 2                 | Algérie Égypte                                     | Abdelkrim Ouakali Mahmoud Abdelrahman                                      |
| Tournoi de qualification olympique européen             | 2                 | Turquie Finlande                                   | Burhan Akbudak Jonni Sarkkinen                                             |
| Tournoi de qualification olympique asiatique            | 2                 | Kazakhstan Iran                                    | Demeu Zhadrayev Amin Kavianinejad                                          |
| Tournoi de qualification olympique mondial              | 3                 | Bulgarie Athlètes individuels neutres Hongrie      | Aik Mnatsakanian Sergey Kutuzoz Zoltán Lévai                               |
| Total                                                   | 16                |                                                    |                                                                            |

### Moins de87kg
| Épreuve qualificative                                   | Nombre d'athlètes | Nations                                          | Lutteurs qualifiés                                                        |
| ------------------------------------------------------- | ----------------- | ------------------------------------------------ | ------------------------------------------------------------------------- |
| Championnats du monde 2023                              | 5                 | Turquie Hongrie Ukraine Bulgarie Kazakhstan      | Ali Cengiz Dávid Losonczi Zhan Beleniouk Semen Novikov Nursultan Tursynov |
| Tournoi de qualification olympique panaméricain         | 2                 | États-Unis Colombie                              | Spencer Woods Carlos Muñoz                                                |
| Tournoi de qualification olympique africain et océanien | 2                 | Algérie Égypte                                   | Bachir Sid Azara Mohamed Metwally                                         |
| Tournoi de qualification olympique européen             | 2                 | Serbie Athlètes individuels neutres              | Aleksandr Komarov Milad Alirzaev                                          |
| Tournoi de qualification olympique asiatique            | 2                 | Chine Iran                                       | Qian Haitao Alireza Mohmadi                                               |
| Tournoi de qualification olympique mondial              | 3                 | Athlètes individuels neutres Azerbaïdjan Pologne | Kiryl Maskevich Rafig Huseynov Arkadiusz Kułynycz                         |
| Total                                                   | 16                |                                                  |                                                                           |

### Moins de97kg
| Épreuve qualificative                                   | Nombre d'athlètes | Nations                                                 | Lutteurs qualifiés                                                                       |
| ------------------------------------------------------- | ----------------- | ------------------------------------------------------- | ---------------------------------------------------------------------------------------- |
| Championnats du monde 2023                              | 5                 | Cuba Arménie Tchéquie Iran Athlètes individuels neutres | Gabriel Rosillo Artur Aleksanyan Artur Omarov Mohammad Hadi Saravi Abubakar Khaslakhanau |
| Tournoi de qualification olympique panaméricain         | 2                 | Honduras États-Unis                                     | Kevin Mejía Alan Vera                                                                    |
| Tournoi de qualification olympique africain et océanien | 2                 | Algérie Égypte                                          | Fadi Rouabah Mohamed Ali Gabr                                                            |
| Tournoi de qualification olympique européen             | 2                 | Géorgie Lituanie                                        | Robert Kobliashvili Mindaugas Venckaitis                                                 |
| Tournoi de qualification olympique asiatique            | 2                 | Ouzbékistan Corée du Sud                                | Rustam Assakalov Kim Seung-jun                                                           |
| Tournoi de qualification olympique mondial              | 3                 | Finlande Athlètes individuels neutres Kirghizistan      | Arvi Savolainen Artur Sargsian Uzur Dzhuzupbekov                                         |
| Total                                                   | 16                |                                                         |                                                                                          |

### Moins de130kg
| Épreuve qualificative                                   | Nombre d'athlètes | Nations                                           | Lutteurs qualifiés                                                      |
| ------------------------------------------------------- | ----------------- | ------------------------------------------------- | ----------------------------------------------------------------------- |
| Championnats du monde 2023                              | 5                 | Iran Turquie Égypte Cuba Chine                    | Amin Mirzazadeh Rıza Kayaalp Abdellatif Mohamed Óscar Pino Meng Lingzhe |
| Tournoi de qualification olympique panaméricain         | 2                 | États-Unis Chili                                  | Cohlton Schultz Yasmani Acosta                                          |
| Tournoi de qualification olympique africain et océanien | 2                 | Tunisie Maroc                                     | Amine Guennichi Oussama Assad                                           |
| Tournoi de qualification olympique européen             | 2                 | Allemagne Athlètes individuels neutres            | Jello Krahmer Sergey Semenov                                            |
| Tournoi de qualification olympique asiatique            | 2                 | Corée du Sud Kazakhstan                           | Lee Seung-chan Alimkhan Syzdykov                                        |
| Tournoi de qualification olympique mondial              | 3                 | Roumanie Azerbaïdjan Athlètes individuels neutres | Alin Alexuc-Ciurariu Sabah Şəriəti Pavel Hlinchuk                       |
| Total                                                   | 16                |                                                   |                                                                         |